# Etoliko
Etoliko (dawniej także Aitolikon, Etolikon, Aetolicon, gr. Αιτωλικό) – miasto zamieszkane przez 4800 osób, siedziba gminy o tej samej nazwie w prefekturze Etolia i Akarnania. Centralna część miasta znajduje się na niewielkiej wyspie.